# 演化錯配
演化錯配或演化不匹配 (英語：Evolutionary mismatch)，是一個指演化生物學的概念，指出本來對生物有利的特徵，因著環境改變，特別是在環境快速改後後，變成不利的特徵。

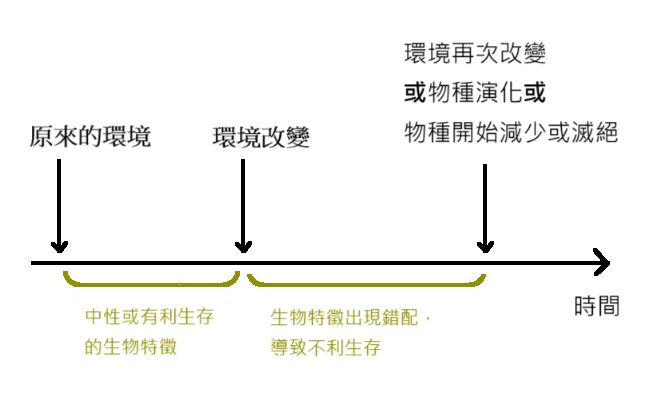
環境改變導致演化錯配的示例

環境改變可以是時間性(例如氣候變化)或空間性(例如遷移)。環境改變是自然且不斷發生，導致有不少演化錯配的例子，但大規模的自然環境改變，一般很少發生。不過，自人類科技急速發展，也導致越來越多演化錯配的問題出現。

## 人類的演化錯配
新石器革命帶來人類演化上的改變，由狩獵社會，變成農業社會，而然，人體仍然適應以前的生活為主。由於人類的技術發展比人體演化快，導致人體很多身體的機制或特徵，由有利變成不利。

## 肥胖問題
人體傾向於維持體內平衡，特別是在儲存脂肪時。這項特徵是「節儉基因假說」，這假說認為「人類在化發展過程中，自然會選擇那些身體能夠有效利用食物熱量，當有盛宴時會儲存能量和脂肪，以備飢荒時使用」。這生命特徵，在過去生活在環境壓力下的狩獵採集者中受益。因下一餐的時間不確定，而且他們會花大部分時間進行高水準的體力活動，因此，必需將多餘的能量儲存為脂肪，以便在飢餓時利用。
然而，現代人類已經進化到一個久坐的生活方式，且非常方便獲得食品，因而導致肥胖及出現代謝症候群。

## 衛生假說
衛生假說是一种医学假说，指童年时因缺少接触传染源、共生微生物（如胃肠道菌群、益生菌）与寄生蟲，从而抑制了免疫系统的正常发展，进而增加了罹患过敏性疾病的可能性。一些研究人員認為，過度消毒的環境條件會導致發炎性慢性疾病的發展，因為人體在演化史上，人類已經選擇適應含有很多病原體的環境。研究表明，我們的共生群落的變化會導致免疫穩態紊亂，